# Personaggi di Oz
Questa voce contiene un elenco dei personaggi presenti nella serie televisiva Oz.

## Detenuti

### Simon Adebisi
Simon Adebisi è interpretato da Adewale Akinnuoye-Agbaje. Simon Adebisi è il detenuto n°93A234 ed è stato arrestato il 2 maggio del 1993, per aver ucciso un poliziotto decapitandolo. La sua pena è il carcere a vita. Adebisi appartiene al gruppo degli afroamericani del carcere, detto degli zombie o dei neri, ed è addetto alla cucina di Oz.
Nella Prima stagione è solo uno dei tanti, fa parte del gruppo dei neri della prigione, e obbedisce al leader del suo gruppo, Jefferson Keane. A causa del fratello di quest'ultimo, che ha fatto avance omosessuali al prigioniero mafioso Dino Ortolani, lui e il suo gruppo si ritrovano in guerra contro i siciliani della prigione, fino alla morte di Jefferson Keane. Il capomafia Nino Schibetta, dopo aver perso per diverse ragioni i suoi uomini, si trova costretto a collaborare con il gruppo dei neri, o meglio degli zombie (nome che deriva dal fatto dell'uso di molte droghe da parte di questo gruppo). Però Adebisi non è tipo da farsi comandare troppo a lungo, e dopo essere diventato il leader del suo clan, uccide Nino Schibetta con l'aiuto di un altro prigioniero, l'irlandese Ryan O'Reily, mettendo nei suoi pasti vetro tritato. Adebisi sarà pure uno dei capi della rivolta esplosa nel carcere di Oz, considerato alla pari del leader musulmano Kareem Said e di Ryan O'Reily.
Nella seconda stagione Adebisi è ormai il leader indiscusso degli zombie, ma deve fare i conti con Peter Schibetta, figlio di Nino, finito in carcere e intenzionato a vendicarsi della morte del padre. Nel tentativo di ucciderlo, Peter avrà la peggio, sarà violentato da Simon e riporterà gravi danni cerebrali. Nel frattempo nel carcere di Oz faranno l'ingresso due nuovi personaggi: Antonio Nappa, mafioso siciliano e padrino di Peter, e Kipekemie Jara, stregone africano. Nappa si vendica subito, infatti riesce a ottenere che Adebisi faccia un controllo su uso di droghe, e ovviamente verrà trovato positivo. Adebisi intenzionato a vendicarsi viene fermato da Kipekemie Jara, che riuscirà a portarlo sulla retta via, spiegandogli che lui è diverso dagli altri, che lui è africano. Adebisi cambia vita, ma Antonio Nappa decide di uccidere Kipekemie Jara in quanto non si fida del cambiamento di Adebisi e lo fa uccidere dal resto del clan degli zombie della prigione. Adebisi trovando il corpo senza vita del suo "padre spirituale", inizia a sentire gli spiriti della sua terra, l'Africa e impazzisce, finendo nel braccio dei malati di mente.
Nella terza stagione torna in "Paradiso" facendo credere di aver rinnegato l'Africa e suo padre, e chiede a Nappa di lavorare di nuovo in cucina. Lentamente inizia a preparare il suo piano di vendetta, infetta Nappa con un ago, rendendolo sieropositivo; ferisce Il poeta e un altro detenuto ustionandoli. Infine crea un piano per togliere la detenzione del "Paradiso" a Tim McManus, e riesce a convincere un AC a dargli una pistola.
Nella quarta stagione, terminata la serrata Adebisi inizia a fomentare il piano per mettere il Paradiso in mano ad un nero. Inizia convincendo Glynn a far reintegrare Pierce, Poeta e Wangler; poi approfitta delle angherie dei tre nei confronti di un neodetenuto, per dare a quest'ultimo la pistola e far sì che ci siano nuove vittime e il conseguente licenziamento di McManus. I piani di Adebisi si stanno così realizzando, finché Raoul Hernandez non decide di spifferare il tutto al direttore. Adebisi si accorda con Chucky Pancamo per far uccidere il capo dei latinos e dare il comando ad Enrique Morales. Nel frattempo con l'aiuto di Zahir Arif, convince la comunità afroamericana a fare pressioni su Glynn per mettere un nero a capo del Paradiso, che è Martin Querns. Quest'ultimo parla ad Adebisi, dicendogli di poter fare quello che desidera, basta che non ci siano episodi di violenza. In seguito ci saranno diversi trasferimenti di carcerati di colore dagli altri bracci al Paradiso, tutti leali ad Adebisi, facendo del criminale il più potente e influente detenuto della prigione. Simon può così soddisfare tutti i propri vizi, spacciando droga, sniffando e facendosi addirittura mettere delle tende nel suo acquario. Nomina Poeta e Supreme Allah suoi luogotenenti, ma una serie di omicidi fa vacillare la fiducia di Querns nei confronti di Adebisi e la fiducia di questi nei confronti dei suoi sottoposti. Quando Said ritorna ad essere il leader dei musulmani, finge di allearsi ad Adebisi e tenta di impossessarsi dei video dei droga party indetti da Adebisi. Simon glieli cede volontariamente per provare la sua lealtà, ma quando viene a sapere che Said vuole tradirlo fa entrare Said per ucciderlo. Dopo un breve scontro, un lago di sangue inonda l'acquario; Adebisi esce col sorriso sulle labbra, ma sputando sangue e schiantandosi al suolo morto.

### Miguel Alvarez
Miguel Alvarez è interpretato da Kirk Acevedo. Miguel Alvarez è il detenuto numero 97A413, condannato il 3 febbraio del 1997 per aggressione a mano armata e omicidio preterintenzionale di secondo grado, a 15 anni di carcere con possibilità di vigilata non prima di due. È il personaggio principale dei Latinos ed è membro di El Norte. Suo padre e suo nonno sono entrambi detenuti ad Oz, mentre lui è stato incarcerato per aver aggredito un uomo anziano che gli aveva accidentalmente graffiato la macchina. Cresciuto in un quartiere ispanico molto povero, Alvarez fa quello che può per sopravvivere. Comunque è lui il vero nemico di se stesso, in quanto reagisce prima di pensare. Viene spesso messo in isolamento ed è in continua lotta con il direttore Glynn e Carmen "Chico" Guerra, anche se è considerato uno dei pochi salvabili da McManus e padre Ray Mukada.
Nella Stagione 1 appena arrivato ad Oz, Alvarez viene accoltellato. Non compare più finché non viene a sapere che la sua ragazza sta per partorire, inizialmente non vuole assistere al parto, poi suo nonno e suo padre lo convincono ad andarci; tuttavia il figlio muore in quanto lui e Maritza si drogavano anche durante la gravidanza di lei. Affranto, Miguel diventa il leader dei latinos. Durante la rivolta, Alvarez fa parte dei cinque leader e si occupa di tenere d'occhio gli ostaggi ed è particolarmente brutale con molti di loro. A differenza degli altri capi della rivolta, Alvarez finisce in infermeria dopo essere stato colpito da un proiettile sparato da un agente della SORT.
Nella Stagione 2 Alvarez ritorna in Paradiso, e i Latinos stanno per decidere se diventare partner degli italiani e degli Zombie o se gestire il traffico di droga da soli. Peter Schibetta, il figlio di Nino gli chiede di diventare suo socio se riesce ad uccidere Simon Adebisi. Anche l'africano gli chiede lo stesso, così Alvarez decide di aspettare senza far nulla. In seguito il direttore Glynn convoca Alvarez per farsi dire chi è che ha stuprato la figlia, ma Alvarez lo tortura evitando di dirglielo. Quando Miguel chiede ad Adebisi di entrare nel traffico della droga con lui, questi rifiuta perché non è stato aiutato e così i latinos si stancano del modo passivo di Alvarez di guidare El Norte e quando arriva Raoul Hernandez, il comando passa nelle sue mani. Quest'ultimo odia Alvarez perché è "troppo bianco" e per provare di avere i cojones, Miguel si vede costretto a cavare gli occhi all'AC Eugene Rivera. Alvarez evita così di essere ucciso da El Cid, ma come risultato si guadagna l'isolamento.
Nella Stagione 3, in isolamento, Alvarez è ridotto a bere la propria urina per sopravvivere, poiché gli AC si "dimenticano" di dargli da mangiare da quando ha accecato Rivera. Padre Mukada, Peter Marie e la dott.ssa Nathan credono che Alvarez debba uscire dall'isolamento in quanto ha iniziato a ferirsi tagliandosi e ha cercato di impiccarsi. Quando esce viene accettato in El Norte e quando affronta Jason Cramer, il capo dei gay, nell'incontro di boxe viene sconfitto a causa delle droghe somministrategli da Ryan O'Reily. Alvarez viene deriso dagli altri detenuti e quindi Hernandez è di nuovo in collera con lui. In seguito aiuta Adebisi a sbarazzarsi di due neri per il controllo della droga e ha modo, stando in Paradiso, di interagire con Rivera in un incontro. Hernandez comincia a pensare che Alvarez lo stia tradendo e quando i latinos vengono messi in buca perché trovati in possesso di tette, Raoul dà la colpa a Miguel. Così Ricardo e Guerra tentano di uccidere Alvarez, che invece accoltella Ricardo uccidendolo e ritorna in isolamento, mentendo a Glynn riguardo allo stupro della figlia.
Nella Stagione 4, in isolamento, Alvarez viene stuzzicato da Louis Bevilaqua, che lo vuole morto per vendicare il cugino Carlos Ricardo. In palestra William Giles uccide Bevilaqua, ma allo stesso tempo pugnala Alvarez. In ospedale sta per essere ucciso da Martinez, ma fa in tempo a scappare ed evadere da Oz insieme ad Agamemnon Busmalis attraverso un tunnel in piena notte. Trovato sul confine col Messico e riportato ad Oz, viene messo nuovamente in isolamento. Accetta poi la proposta di Glynn di fare la spia in Paradiso e allo stesso tempo tenta di rientrare in El Norte, capeggiato ora da Enrique Morales. Quest'ultimo non disprezza Alvarez, ma Guerra e Vasquez ancora sì e proprio questi viene accoltellato da Miguel che finisce in isolamento e per sempre fuori da El Norte.
Nella Stagione 5, tutti i detenuti in isolamento vengono reintegrati in Paradiso. Alvarez chiede una tregua a Guerra, chiedendogli di colpirlo con un coltello nella spalla. Guerra tenta di colpirlo al petto, ma Alvarez si salva e quando torna dall'ospedale viene affiancato da un giovane detenuto, Jaime Velez, che lo ha ammirato per il suo coraggio e gli chiede di diventare suo sottoposto. Miguel gli chiede di uccidere Guerra, ma sarà Velez a morire. Per redimersi della morte di Velez, Alvarez chiede di partecipare ad un programma di addestramento di cani guida e lo fa principalmente per darlo all'agente Rivera. Sapendo che lui a casa parla spagnolo, fa sì che il cane obbedisca agli ordini sia in inglese che in spagnolo. Alvarez è entusiasta di ciò che ha fatto, ma Glynn non lo aiuta riguardo alla richiesta di libertà vigilata e uno dei membri della commissione, Luis Ruiz, lo accusa con costanti domande negative e alla fine lo insulta, finendo colpito con un pugno in faccia da Miguel che viene sbattuto in isolamento.
Nella Stagione 6, Alvarez viene rilasciato dall'isolamento e finalmente fa pace con Chico Guerra. Morales gli offre di tornare coi Latinos se fa la spia sui movimenti di Redding. Alvarez rifiuta dicendo di voler rimanere pulito per avere la possibilità di uscire in vigilata. Quando Morales muore, Guerra gli chiede di diventar il capo di El Norte, ma anche stavolta rifiuta, anche se de facto ci si riferisce a lui. In seguito viene a sapere che la sua ragazza, Maritza, lo sta tradendo col suo miglior amico e che Wolfgang Cutler, un detenuto ariano, gli lascia l'intera eredità. Vern Schillinger gli chiede di dare tutto alla moglie di Cutler, Cathy Jo, ma quando i due si incontrano per firmare le carte del testamento si sentono attratti l'un l'altro e si danno appuntamento in sala visite. A Vern non va giù la situazione e così insieme agli altri ariani attacca Alvarez in palestra e fa in modo che la vedova Cutler non venga più. Nel frattempo Alonzo Torquemada, spacciatore e capo dei gay, vuole Miguel come suo partner nella vendita del "destiny" e anche come amante. Intanto McManus convince Ruiz ad avere un colloquio con Alvarez, ma il capo della commissione per la vigilata dice di essere cresciuto nello stesso quartiere di Miguel e che odia chi, come lui, infanga il nome degli ispanici e quindi non gli concederà mai la libertà. Frustrato, si concede alle droghe di Torquemada e accetta di copulare con lui.

### Tobias Beecher
Tobias Beecher è interpretato da Lee Tergesen. Tobias Beecher è il detenuto numero 97B412, condannato il 5 luglio 1997 per guida in stato di ebbrezza e omicidio colposo a 15 anni di reclusione, con possibilità di vigilata non prima di quattro. La libertà vigilata gli è stata negata nel 2001 e garantita nel 2003. Ritorna ad Oz a causa della violazione della condizionale. Beecher si è laureato ad Harvard, è un avvocato di successo, un marito e un padre esemplare, ma anche un alcolizzato. Una notte, guidando ubriaco, investe una ragazzina di nove anni, Kathy Rockwell. Gli viene offerto in appello di scontare la pena in un carcere di minima sicurezza, ma Beecher, che non voleva passare neanche una notte in cella, chiede l'assoluzione. Il tentativo fallisce e il giudice, un amico di famiglia dei Beecher, decide di farne un esempio e sentenzia la condanna a 15 anni nel Penitenziario di Oswald, carcere di massima sicurezza. La trasformazione della personalità di Beecher è ciò che caratterizza di più la drammaticità della serie, specialmente nella prima serie. Arrivato ad Oz senza alcuna esperienza di strada e con una personalità timida, diventa subito l'obiettivo per abusi e viene indurito dalla sua esperienza, specialmente a causa del suo arcinemico Vern Schillinger. In seguito dichiara che ad Oz è "diventato l'uomo che è sempre stato e non ha mai saputo". A differenza di altri denenuti, Beecher spicca per la sua cultura. Ad esempio, è lui che insegna a Keller a giocare a scacchi. Tipiche, poi, le scene in cui è l'unico a indovinare le risposte, anche più difficili, del quiz televisivo seguito dai detenuti di Oz.
Nella Stagione 1 Beecher si rende presto conto di essere un pesce fuor d'acqua dopo essere stato una notte in cella con Simon Adebisi. Quando Schillinger gli propone di cambiare cella, Toby accetta ma quel che gli succederà lo tormenterà a vita. Beecher diventa lo schiavo del leader della fratellanza ariana, viene stuprato, gli viene marchiata a fuoco una svastica sulla natica e viene ripetutamente umiliato in pubblico. Per sopportare tutto questo, Beecher inizia a fare uso di eroina, anche in vista di uno show in cui deve fare la drag queen; tra le tante torture Schillinger lo costringe a chiedergli il permesso di copulare con la moglie durante le visite coniugali, lo forza a mangiare pagine di un libro di legge, lo obbliga a strappare una foto della famiglia. Nel frattempo incontra anche la madre della bambina che ha ucciso, senza proferire parola. Stanco di lui, Schillinger fa cambiare acquario a Beecher, facendolo uscire con una maglia raffigurante la bandiera degli Stati Confederati d'America; per paura di repressioni razziali, Beecher va da Ryan O'Reily (da cui era già andato in precedenza per prendere altre droghe) per farsi dar del PCP e così, in preda alle allucinazioni rompe con una sedia la parete dell'acquario di Vern e lo ferisce all'occhio. Viene fermato dalle guardie e messo in isolamento. Una volta uscito, si confronta di nuovo con Schillinger in palestra e lì lo colpisce prima con un calcio all'inguine, poi gli defeca in faccia di fronte a molti detenuti, guadagnandosi il loro rispetto. Quando la rivolta prende piede in Paradiso, Beecher si schiera con O'Reily, difendendolo dall'attacco dei musulmani.
Nella Stagione 2 Dopo la rivolta, Beecher e tutti gli altri vengono messi tra i normali. Questi capita in cella con James Robson, un membro della fratellanza ariana, che gli ordina di praticargli del sesso orale. Beecher accetta malvolentieri e gli recide la punta del glande con un morso, finendo in isolamento. Uscito da lì, inizia ad infastidire Schillinger, minacciandolo di manipolare i referti psichiatrici di sorella Peter Marie per fargli negare la libertà vigilata. Vern fa un patto con l'agente Diane Wittlesey per uccidere Beecher, ma la conversazione viene registrata dall'agente e a Vern viene negata la vigilata e vengono aggiunti dieci anni alla sua condanna per cospirazione in omicidio e finisce in buca. In seguito Tobias ritorna in Paradiso, in cella con Augustus Hill, e McManus lo convince ad incontrarsi col giudice che l'ha mandato ad Oz. Beecher le dice che non potrà mai perdonarsi e che continua ad avere incubi dell'incidente. Quando Hill cambia cella, il nuovo detenuto Chris Keller lo sostituisce. Beecher viene poi a sapere che la moglie si è tolta la vita e Schillinger si vanta che un ariano gli ha puntato la pistola alla testa per forzarla a scrivere la lettera di suicidio. Col passare del tempo Beecher è sorpreso di essere attratto da Keller, finché i due non si baciano in lavanderia. Alla fine però, Keller sta solo aiutando Schillinger a vendicarsi e, con la complicità dell'agente Metzger, rompe le braccia e le gambe di Beecher.
Nella Stagione 3, uscito dall'ospedale, Beecher rifiuta di perdonare Keller a meno che non confessi tutto a McManus. Nel frattempo uccide Metzger con le unghie lunghe, e dopo che Keller confessa accoltella anche lui, senza ucciderlo. Quando il figlio di Schillinger viene arrestato, Beecher lo avvicina per potersi vendicare. Nonostante non gli faccia nulla, anzi lo aiuta a smettere di drogarsi, Schillinger pensa che stiano andando a letto insieme e fa in modo di uccidere il proprio figlio. Beecher diventa compagno di cella di Kareem Said, che lo convince a chiedere perdono sia a Keller che a Schillinger. Con le tensioni razziali in aumento, gli unici due uomini con la pelle diversa che rimangono amici sono Beecher e Said. Alla fine Tobias perdona Keller dopo che quest'ultimo lo salva dall'attacco di Schillinger. A dispetto di ciò che si aspettava Said, Keller e Beecher si riuniscono come amanti.
Nella Stagione 4, Beecher tenta di risolvere il suo astio con Schillinger assumendo un investigatore privato per far ritrovare il figlio Hank. Tuttavia Vern crede che Beecher voglia far del male anche ad Hank, fa rapire due figli di Tobias e ne fa uccidere uno. A Beecher viene anche detto che è stato Keller il mandante del rapimento e quindi quest'ultimo rischia di venir ucciso dall'amante. Quando scopre la verità, chiede scusa a Keller, che però lo evita. Beecher copula dunque con i due detenuti Nate Shemin e Mondo Browne, per "sentire qualcosa". Una volta saputo che Hank Schillinger è stato rilasciato per un difetto di forma, contatta Chucky Pancamo per commissionargli l'omicidio di quest'ultimo. Tuttavia, quando Beecher ci ripensa e chiede a Pancamo di ritirare l'offerta, quest'ultimo gli dice che Hank è già morto.
In seguito al trasferimento di Keller in un altro penitenziario, tra Beecher e Schillinger c'è un periodo di tregua, dettato dagli incontri "vittima-aggressore" di sorella Peter Marie, la quale cerca di aiutare Tobias a combattere i suoi conflitti interiori. Nel frattempo si fa difendere da Katherine McClain, con la quale ha una relazione, e cerca di avere la vigilata. In un sogno vi riesce ed è fuori, ma nella realtà la condizionale gli viene negata e in biblioteca viene attaccato da Schillinger e Robson, ma difeso da Said e i suoi, e i due assalitori vengono accoltellati.
Nella Stagione 5, spaventata dall'idea di una guerra tra Ariani e Musulmani, Peter Marie chiede a Beecher di fare da mediatore tra i due leader. Nella prima sessione Toby afferma che il tentativo di Schillinger di rovinargli la condizionale era giustificabile e che Vern e Said sono molto simili, a dispetto delle drastiche differenze che li contraddistinguono. Durante un altro incontro, Schillinger nega di aver stuprato Beecher e quest'ultimo lo aggredisce. Quando ad Oz arriva Adam Guenzel, un amico di famiglia dei Beecher, Tobias si appresta a proteggerlo, chiedendo aiuto a Frank Urbano. Schillinger si scusa con Beecher e gli offre un accordo: lui potrà lavorare come portalettere per vedere Keller, e Guenzel viene trasferito tra i normali per diventare lo schiavo degli Ariani. Tobias inizialmente rifiuta, ma a Guenzel gli viene detto che Beecher è omosessuale e allora lo aggredisce pubblicamente in Paradiso e si allea con i Centauri, cosicché Beecher dice agli italiani di non proteggerlo più e accetta lo scambio. Quando Beecher vede Guenzel sanguinante e nudo in palestra viene colto dal rimorso e chiede consiglio a Said, che gli propone di riferire a Peter Marie il coinvolgimento di Schillinger nella vicenda dello stupro del ragazzo. Intanto il ragazzo muore e quindi Beecher informa Glynn della colpevolezza dell'ariano, per poi rivedersi con Keller e scambiarsi un bacio.
Nella Stagione 6, Beecher viene trasferito nel Braccio J onde evitare ripercussioni da parte degli Ariani. Quando viene liberato con la condizionale, si batte per Keller ribaltando la sentenza di pena di morte. Accetta di difendere anche altri detenuti pro bono, ma viene arrestato nuovamente poiché trovato in possesso di farmaci illegali richiesti da Keller per la ex-moglie malata di cancro (in realtà Keller incastra Beecher informando un detective in modo che venga arrestato nuovamente). Beecher bandisce una volta e per tutte Keller dalla sua vita e Chris, sperando che Toby lo perdoni, fa in modo che durante la rappresentazione di Macbeth venga ucciso Schillinger, sostituendo il pugnale di scena con uno vero. Beecher viene assolto dall'accusa di omicidio, ma quando Keller si suicida facendo finta di essere stato spinto, l'ex-avvocato rischia la pena capitale. Una volta che la prigione viene evacuata, Beecher sorride sul bus, sapendo che Keller è responsabile di aver inviato l'antrace nella stanza della posta.

### Enrique Morales
Enrique Morales è interpretato da David Zayas. Enrique Morales è il detenuto numero 00M871, condannato il 6 aprile del 2000 per omicidio di secondo grado a 25 anni di carcere, con possibilità di vigilata non prima di 15. Morales è uno dei più potenti detenuti tra i latinos, ed è stato incarcerato per aver ucciso un uomo in seguito a una rissa. Appena arriva a Oz fa in modo di assumere il comando di El Norte, facendo uccidere Raoul Hernandez, e si mette in affari con Chucky Pancamo. A differenza degli altri Latinos, Morales è calcolatore e prudente, quindi porta i suoi a prosperare nella vendita della droga. Tuttavia è un leader spietato, che non si fa problemi a usare la violenza per arrivare ai suoi scopi.
Nella Stagione 4, quando Morales arriva in Paradiso, Pancamo gli dice di volerlo a capo di El Norte poiché è più moderno e quindi deve sbarazzarsi di Hernandez. Morales utilizza Bob Rebadow (in quanto ritenuto insospettabile) per pugnalare El Cid, in cambio di qualsiasi cosa volesse; una volta che il lavoro viene portato a termine, il criminale diventa partner di Pancamo e Simon Adebisi. Tuttavia, da quando il Paradiso viene gestito da Querns e Adebisi, a Morales e Pancamo la cosa non va giù, ma quando tentano di far la guerra al capo degli zombie vengono mandati nel braccio B tra i normali. Con la morte di Adebisi per mano di Kareem Said, e l'ascesa di Redding, Morales tenta di coinvolgerlo nel traffico di droga, ottenendo però il no da parte del nero. Così organizza insieme a Pancamo di uccidere Redding; Morales finge di aiutare alcuni profughi cinesi, in cambio dell'uccisione di Redding. Il portoricano li convince che Redding è razzista contro gli asiatici a causa dei suoi trascorsi in Vietnam; abilmente riesce a persuadere McManus che il leader degli zombie vuole vendicarsi dei cinesi a Oz. Morales intrappola Bian Yixhue in un magazzino e lo uccide, facendo ricadere la colpa su Redding. Uno dei profughi però aizza Jia Kenmin contro Morales, che lo minaccia diverse volte. Su ordine di Redding, Kenmin tenta di uccidere Morales senza esito. Intanto torna a Oz Miguel Alvarez e Morales ordina a Guerra di non ucciderlo. Pancamo ed Enrique nel frattempo si accordano con Supreme Allah per far fuori Redding, che comunque muore prima di tentarci. La risposta di Burr non si fa attendere e a provare ad assassinare Morales ci pensa il colonnello Edward Galson, che attacca il capo di El Norte, finendo però ucciso per mano di quest'ultimo. Infine, prima di una partita di pallacanestro, Morales ordina a uno dei suoi di tagliare i tendini all'AC Dave Brass, onde evitare di perdere nuovamente la scommessa.
Nella Stagione 5, in attesa della visita di sua sorella Annette, Enrique è eccitatissimo, ma quando viene a sapere dell'incidente stradale e del fatto che è morta, cade in uno stato di shock e definitivamente ordina a Guerra di non uccidere Alvarez. Nel frattempo Redding chiede a Morales di lavorare insieme, ora che gli italiani non hanno più potere, e quest'ultimo accetta l'offerta. Ciò che tormenta Morales è il fatto di non sapere quali siano state le ultime parole di sua sorella e perciò chiede a padre Mukada, il quale gli consiglia di parlare col marito della sorella. Quando Enrique incontra suo cognato Javier, questi gli rivela di aver picchiato la moglie e Morales lo attacca brutalmente sbattendogli la testa sul tavolo. Ryan O'Reily fa un accordo con Morales: lui uccide Kenmin e in cambio i latinos feriscono Glen Shupe (al quale verrà tagliato un braccio). Le cose si complicano quando Redding attacca Morales - crede che Guerra abbia dato la droga ad Augustus Hill - e l'alleanza si rompe, con i due che finiscono in buca. Una volta uscito, Morales si allea con Frank Urbano, ma come penale per essersi messo con un negro, gli introiti saranno solo del 40%.
Nella Stagione 6, Pancamo torna dall'ospedale e Morales gli rivela che con Redding fuori dai giochi, il traffico della droga va alla grande. Tuttavia Enrique non si fida dell'atteggiamento di Burr e chiede ad Alvarez di spiarlo, il quale però rifiuta nonostante l'offerta di tornare dentro El Norte. Intanto Dave Brass, insieme agli agenti Murphy e Howell mettono Morales in isolamento e gli tagliano entrambi i tendini d'achille. In ospedale, Morales è spaventato dall'infermiera Grace e chiede al direttore Glynn di controllare i suoi precedenti. La sua paranoia è giustificata dal fatto che Grace aveva già ucciso Martinez e dopo aver dato una grossa dose di sedativi a Enrique, lo soffoca nel sonno. Poiché nessun familiare è venuto a chiedere la sua salma, Morales viene sotterrato nel cimitero della prigione e la bara viene trasportata da Guerra e Alvarez.

### Bob Rebadow
Bob Rebadow è interpretato da George Morfogen. Rebadow è il detenuto numero 65R814, condannato il 9 settembre del 1965 per omicidio di primo grado alla pena di morte; sentenza commutata poi in carcere a vita. È tra i prigionieri più anziani e fa parte degli "altri", il gruppo che in Oz di solito se ne sta lontano dai guai. Negli anni sessanta era un architetto, in attesa di un figlio. Ad un pranzo di lavoro il suo partner disprezzò il suo disegno di una planimetria su larga scala e si beffò di lui; così Rebadow prese una forchetta e gliela infilò nel collo, uccidendolo. Fu perciò condannato alla sedia elettrica, ma durante l'esecuzione ci fu un sovraccarico e fu trasferito in ospedale. Durante la degenza la pena di morte fu abolita e la pena commutata in ergastolo senza possibilità di libertà vigilata. Una volta reintegrato, Rebadow afferma di ricevere comunicazioni da Dio, tant'è che prevede taluni avvenimenti ed è a conoscenza di dettagli privati dei detenuti.
Nella prima stagione Rebadow è uno dei 60 reclusi nel "Paradiso". Trascorre le giornate ad ascoltare cosa ha da dirgli Dio e sa sempre in anticipo molti degli eventi che stanno per accadere ad Oz. Nel corso degli eventi, viene aggredito da Kenny Wangler mandando McManus su tutte le furie. Durante la rivolta guidata da Kareem Said, Rebadow mantiene un profilo basso ed evita le ripercussioni da parte degli AC.
Nella seconda stagione all'inizio divide la cella di James Robson, nei normali, con lui e Beecher. Quando riapre il Paradiso, viene messo nell'acquario con Agamemnon Busmalis e i due formano subito un sodalizio. Rebadow viene a sapere che suo nipote sta morendo di leucemia e che l'ultimo suo desiderio è quello di andare a Disneyland, e grazie all'idea di Jaz Hoyt viene fatta una colletta, ma Bob mantiene l'anonimato sulla provenienza dei soldi. Intanto due ariani minacciano lui e Busmalis, affinché gli cedano il tunnel scavato da quest'ultimo. Quando viene chiamato a rapporto da McManus, Rebadow inventa che i due (morti nel tunnel a seguito di un crollo) hanno costretto Busmalis a scavare e quindi sia lui che il compagno vengono assolti.
Nella terza stagione Rebadow comincia a star male e quando sviene in mensa, gli viene diagnosticato il diabete. Ora che sa di poter morire, decide di vedere suo figlio e suo nipote per la prima volta. Come segno d'affetto riceve in dono il cappellino del nipote preso a Disneyland.
Nella quarta stagione Bob viene coinvolto, contro la sua volontà, nell'omicidio di Raoul Hernandez ordito da Enrique Morales. Dopo essersi trasferito nel suo acquario e averlo colpito mortalmente al collo, anziché provare rimorso, l'omicidio lo rende "vivo". In cambio dell'omicidio, Rebadow chiede a Morales (quest'ultimo in cambio dell'omicidio di Hernandes, avrebbe potuto chiedere qualsiasi cosa) di commettere un altro omicidio; quest'ultimo gli concede solo la sua protezione, poiché non ha bisogno di uccidere nessuno. Quel giorno Rebadow immagina di avere una mitragliatrice e di fare una strage in mensa. Decide quindi di uccidere Busmalis, in collera con lui perché evaso senza dirgli nulla. Quando tenta di ucciderlo non vi riesce e lo mettono in buca per punizione. Una volta uscito, in seguito ad un esame medico, gli viene diagnosticato un tumore al cervello nella parte che controlla l'aggressività. Una volta rimosso, Rebadow torna in sé.
Nella quinta stagione Le condizioni del nipote Alex jr. continuano a peggiorare e l'unica possibilità è un trapianto di midollo molto costoso. Rebadow riceve una comunicazione da Dio, che gli rivela i numeri vincenti di un'estrazione alla lotteria. Chiede all'agente Brass di giocare il biglietto, ma dopo l'estrazione questi si tiene la vincita per sé. Rebadow non si arrende e chiede a McManus di trovare un donatore in prigione, ma dopo averlo trovato, il detenuto si rifiuta di sottoporsi all'operazione. Bob cerca infine di far visita Alex un'ultima volta, ma la famiglia non glielo permette. Rebadow commenta amaramente che il potere della sedia elettrica che lo doveva uccidere, alla fine è tornato per prendersi suo nipote.
Nella sesta stagione depresso per la morte del nipote, e su suggerimento di Busmalis, Rebadow chiede a McManus di farsi trasferire in biblioteca. La nuova bibliotecaria, Stella Coffo, instaura subito un bel rapporto con Bob, il quale subito si innamora di lei grazie alla passione per la letteratura. Con un ritrovato ottimismo, convince Busmalis a tornare con Norma. Tuttavia la felicità dura poco quando scopre che Stella ha un tumore al seno.

## Interpreti e personaggi

### Detenuti
- Ben Vereen: A. R. Whitworth (#02W424)
- Mike Doyle: Adam Guenzel (#02G561)
- Tom Mardirosian: Agamemnon "La Talpa" Busmalis (#98B242)
- Chris Gardner: Ahmad Lalar (#02L696)
- Bobby Cannavale Alonzo Torquemada (#03T323)
- Tom Ligon: Alvin Yood (#01Y208)
- Frederick Koehler: Andrew Peter Schillinger (#99S333)
- Mark Margolis: Antonio Nappa (#98N744)
- muMs da Schemer: Arnold "Poeta" Jackson (#96J332) (#98J442)
- Harold Perrineau Jr.: Augustus Hill (#95H522)
- Harry O'Reilly: Bruno Goergen (#00G115)
- Anthony Chisholm: Burr Redding (#01R289)
- Juan Carlos Hernandez: Carlo Ricardo (#99R)
- Carlos Leon: Carlos Martinez (#98M232)
- Method Man: Carlton "Tug" Daniels (#01D251)
- Otto Sanchez: Carmen "Chico" Guerra (#96G522)
- Chuck Zito: Charles "Chucky" Pancamo (#97P468)
- Christopher Meloni: Chris Keller (#98K514)
- Scott William Winters: Cyril O'Reily (#97A622)
- Jon Seda: Dino Ortolani (#96C382)
- Sean Whitesell: Donald Groves (#97G414)
- John Doman: Edward Galson (#01G359)
- David Johansen: Eli Zabitz (#96Z858)
- David Zayas: Enrique Morales (#005871)
- Zuill Bailey: Eugene Dobbins (#97D403)
- Antoni Corone: Frank Urbano (#02U672)
- Andy Powers: Franklin Winthrop (#02W562)
- Joel West: Glen Shupe (#99S917)
- Eamonn Walker: Goodson "Kareem Said" Truman (#97S444)

Alcuni detenuti ad Oz

- John Lurie: Greg Penders (#97P528)
- Lothaire Bluteau: Guillaume Tarrant (#00T416)
- Ernie Hudson jr.: Hamid Khan (#97R492)
- Thomas G. Waites: Henry Stanton (#99S131)
- Rick Fox: Jackson Vayhue (#97V588)
- Peter Francis James: Jahfree Neema (#03N679)
- Roger Guenveur Smith: James "Huseni Mershah" Monroe Madison (#97M688)
- R.E. Rodgers: James Robson (#97R492)
- Robert Bogue: Jason Cramer (#98C931)
- Evan Seinfeld: Jaz Hoyt (#98H432)
- Leon Robinson: Jefferson Keane (#97K186)
- Granville Adams: Jerome "Zahir Arif" Van Dyke (#97A622)
- Michael Gregory Gong: Jia Kenmin (#01J813)
- LL Cool J: Jiggy Walker (#98W504)
- Goodfella Mike G.: Joey D'Angelo (#N/A)
- Tim McAdams: Johnny Post (#N/A)
- Bryan Callen: Jonathan Coushaine (#97C638)
- J. D. Williams: Kenneth Wangler (#97W566)
- Lord Jamar: Kevin "Supreme Allah" Ketchum (#00K251)
- Zakes Mokae: Kipekemie Jara (#98J604)
- Joel Grey: Lemuel Idzik (#03I462)
- Jacques Smith: Leroy Tidd (#00T255)
- Nelson Lee: Li Chen (#02L333)
- Seth Meier: Liam Meaney (#99M427)
- G. A. Aguilar: Luis Bevilaqua (#99B521)
- Treach: Malcom Coyle (#99C122)
- Lief Riddell: Mark Mack (#96M542)
- Michael Quill: Mark Miles (#97M573)
- Peter Criss: Martin Montgomery (#99M633)
- Kirk Acevedo: Miguel Alvarez (#97A413)
- Erik King: Moses Deyell (#00K251)
- Charles Busch: Nat Ginzburg (#99G376)
- Philip Casnoff: Nikolai Stanislofsky (#99S233)
- Tony Musante: Nino Schibetta (#95S604)
- Michael Wright: Omar White (#01W711)
- Michael Rivera: Pablo Rosa (#02R104)
- Brían F. O'Byrne: Padraig Connoly (#01C972)
- Malachy McCourt: Padre Daniel Meehan (#02N535)
- Dylan Chalfy: Patrick Keenan (#00K414)
- O.L. Duke: Paul Markstram (#N/A)
- Eddie Malavarca: Peter Schibetta (#98S112)
- Domenick Lombardozzi: Ralph Galino (#N/A)
- Luis Guzmán: Raoul "El Cid" Hernandez (#98H492)
- Gano Grills: Raymond "Mondo" Browne (#00B563)
- Mtume Gant: Reggie Rawls (#01R394)
- Luke Perry: Reverendo Jeremiah Cloutier (#00C966)
- Tomas Milian: Ricardo Alvarez (#43A515)
- Eric Roberts: Richard "Il Marsigliese" (#97L)
- Jordan Lage: Richard Hanlon (#98H462)
- George Morfogen: Robert "Bob" Rebadow (#65R814)
- David Lansbury: Robert Sippel (#88S510)
- Brian Bloom: Ronald Barlog (#01B784)
- Brian Tarantina: Ronald Pokelwaldt (#94P442)
- Dean Winters: Ryan O'Reily (#97P904)
- Stephen Gevedon: Scott Ross (#97R510)
- Kathryn Erbe: Shirley Bellinger (#97B642)
- Adewale Akinnuoye-Agbaje: Simon Adebisi (#93A234)
- Ashley Hamilton: Stanley Bukowski (#03B563)
- Sean Dugan: Timmy Kirk (#96K423)
- Lee Tergesen: Tobias Beecher (#97B412)
- J.K. Simmons:Vern Schillinger (#92S110)
- Richard Hamilton: Whitney Munson (#45M242)
- Will Cote: William Cudney (#99C124)
- Austin Pendleton: William Giles (#58G714)
- Tom Atkins: Wilson Loewen (#N/A)
- Brendan Kelly: Wolfgang Cutler (#02C733)
- Olek Krupa: Yuri Kosygin (#99K871)

### Guardie carcerarie
(in ordine alfabetico)
- Cyrus Farmer: Agente Adrian Johnson
- Pepa: Agente Andrea Phelan
- Matthew Brandon Ross: Agente Anthony Nowakowski
- Kristin Rohde: Agente Claire Howell
- Seth Gilliam: Agente Clayton Hughes
- Blake Robbins: Agente Dave Brass
- Edie Falco: Agente Diane Whittlesey
- Murphy Guyer: Agente Edward Hunt
- Nelson Vasquez: Agente Eugene Rivera
- Wood Harris: Agente Gordon Wood
- Tim Brown: Agente Jason Armstrong
- Philip Scozzarella: Agente Joseph Mineo
- Bill Fagerbakke: Agente Karl Metzger
- Curtis McClarin: Agente Lawrence Smith
- Carl DiMaggio: Agente Len Lopresti
- Steve Ryan: Agente Mike Healy
- Paul Schulze: Agente Rick Heim
- Ray Iannicelli: Agente Roger Brese
- Robert Clohessy: Agente Sean Murphy
- Jon Korkes: Agente Tom Robinson
- Jerome Preston Bates: Agente Travis Smith
- Douglas Crosby: Agente Vic D'Agnasti

### Staff della prigione
(in ordine alfabetico)
- Catherine Wolf: Carol Grace
- Ernie Hudson: Direttore Leo Glynn
- Aasif Mandvi: Dr. Tariq Faraj
- Lauren Vélez: Dr.ssa Gloria Nathan
- Ellen McElduff: Eleanor O'Connor
- Dena Atlantic: Floria Mills
- B.D. Wong: Padre Ray Mukada
- Rita Moreno: Sorella Peter Marie Reimondo
- Patti LuPone: Stella Coffo
- Betty Lynn Buckley: Susan Fitzgerald
- Terry Kinney: Tim McManus

### Altri personaggi
(in ordine alfabetico)
- Charles S. Dutton: Alvah Case
- Robert John Burke: Agente speciale Pierce Taylor
- Ken Leung: Bian Yixue
- Jenna Lamia: Carrie Schillinger
- Lance Reddick: Detective John "Desmond Mobay" Basil
- Susan Floyd: Genevieve Beecher
- Željko Ivanek: Governatore James Devlin
- Andrew Barchilon: Hank Schillinger
- Edward Herrmann: Harrison Beecher
- Skipp Suddeth: Investigatore Lenny Burruano
- Roxanne Hart: Jessica Kirk
- Sandra Purpuro: Katherine McClain
- Reg E. Cathey: Martin Querns
- Whitney Allen: Miss Sally
- Michelle Schumacher: Norma Clark Busmalis

## Gruppi e gerarchie dei detenuti
All'interno del "Paradiso" ci sono dieci gruppi di detenuti: 
- I Musulmani (The Muslims):

Sono un gruppo di afro-americani che odiano la droga, l'alcool, la violenza e l'omosessualità. Essi predicano la pace e passano la vita in carcere isolati dagli altri detenuti a pregare e a lottare per i loro ideali religiosi seguendo le regole del Corano.

Leader principale: Kareem Said.

Leader minori: Hamid Khan, Zahir Arif.
- Gli Zombie (The Homeboys):

Il secondo gruppo di afro-americani, principalmente controllano il traffico di droga.
Sono molto violenti, per un periodo riescono a portare la razza afro come unica presente nel "Paradiso", non si fanno scrupoli ad uccidere.
Vendono e consumano droga in maniera maggiore rispetto agli altri gruppi.

Leader principale: Simon Adebisi.

Leader minori: Jefferson Keane, Burr Redding, Arnold "Poeta" Jackson.
- Gli Irlandesi (The Irish):

Sono un gruppo di irlandesi,sia cattolici che protestanti e seguono in maniera discontinua la loro fede.
Doppiogiochisti, si espongono il meno possibile e spesso la fanno franca facendo ricadere la colpa su altri detenuti.

Leader principale: Ryan O'Reilly.

Leader minori: Cyril O'Reily, Timmy Kirk, Pedraig Connolly.
- Gli Italiani (The Italians):

Sono un gruppo di mafiosi siciliani, molto temuti e allo stesso tempo rispettati da quasi tutti i gruppi all'interno del carcere.
Gestiscono in parte il traffico di droga, in maniera discontinua e in base agli accordi che prendono con diversi gruppi.

Leader principale: Nino Schibetta

Leader minori: Antonio Nappa, Charles "Chucky" Pancamo, Peter Schibetta.
- La Fratellanza Ariana  (Aryan Brotherhood):

Senz'altro il gruppo più spietato dell'intero carcere.
Odiano la droga e l'omossesualità (sebbene la pratichino), gestiscono la posta in entrata e uscita, all'inizio sono parte integrante del "Paradiso", ma in seguito la maggior parte di loro viene spostata tra i "normali" ovvero in un braccio con delle classiche celle.

Leader principale: Vern Schillinger

Leader minori: James Robson, Wolfang Cutler.
- I Latinos (The Latinos):

Sono un gruppo di detenuti latino-americani, specializzati nel contrabbando di alcool. 
Solitamente non si mettono in mezzo agli affari degli altri e preferiscono "lavorare" per conto loro, ma se provocati sanno essere spietati anche loro.

Leader principale: Enrique Morales.

Leader minori: Raoul "El Cid" Hernandez, Miguel Alvarez, Carmen "Chico" Guerra.
- I Gay (The Gays):

Sono il gruppo di omosessuali e travestiti all'interno del carcere, poco rappresentati nel "Paradiso", coinvolti in maniera superficiale nel giro della droga, per lo più stanno tra di loro e difficilmente cercano problemi.

Leader principale: Alonzo Torquemada.

Leader minori: Nat Ginzburg, Jason Cramer.
- I Centauri (The Bikers):

Sono un gruppo di centauri. Si riconoscono per l'abbondanza di tatuaggi, il loro abbigliamento e la grande stazza che li contraddistingue. Hanno un'alleanza con la fratellanza ariana.

Leader principale: Jaz Hoyt.

Leader minori: Scott Ross.
- I Cristiani (The Christian):

Sono il gruppo di religiosi del carcere, cristiani perlopiù protestanti. Spesso si trovano d'accordo con Padre Ray Mukada.

Leader principale: Reverendo Jeremiah Cloutier.

Leader minori: Nessuno.
- Gli Altri (The Others):

Sono i detenuti che non appartengono a nessun gruppo e proprio per questo hanno un loro gruppo.
Senz'altro i detenuti più tranquilli (per quanto questa definizione sia possibile all'interno di Oz), cercano di scontare la loro pena nel modo più tranquillo possibile.

Leader principale: Tobias Beecher.

Leader minori: Chris Keller, Augustus Hill, Robert "Bob" Rebadow, Omar White.

Questi sono i gruppi presenti all'interno del "Paradiso", gli altri detenuti presenti negli altri bracci (quelli con celle classiche) spesso vengono denominati: "I Normali", uno dei più rappresentativi è l'ex sceriffo Alvin Yood.